# Jediizm

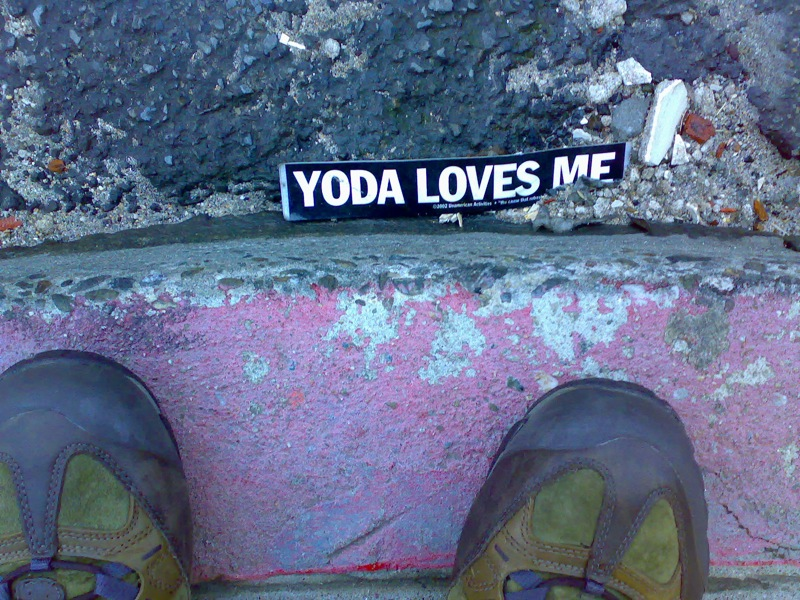
Naklejka z napisem "Yoda mnie kocha", 2007

Jediizm lub Religia Jedi – jeden z tzw. nowych ruchów religijnych, oparty na pojęciu Jedi, zaczerpniętym z fikcyjnej religii z uniwersum Gwiezdnych wojen.
Początki ruchu związane są z deklarowaniem w spisach powszechnych (m.in. w Wielkiej Brytanii, Kanadzie, Australii czy Nowej Zelandii) religii Jedi, co w Anglii i Walii zapewniło jej status czwartej co do wielkości religii w kraju. Zjawisko to znane jest jako fenomen rycerza Jedi. Następnie powstały również oficjalnie uznane organizacje, zarejestrowane jako związki wyznaniowe. Do formalnej rejestracji ruchu jako religii dążą jego zwolennicy również w innych krajach, m.in. w Czechach, tam w 2011 w spisie powszechnym zadeklarowało jediizm jako swoje wyznanie 15 070 osób. W Polsce, w spisie powszechnym w 2011, przynależność do tego wyznania zadeklarowały 1343 osoby, zaś w spisie powszechnym w 2021 jediizm zadeklarowało 687 osób.